# Vladimír Valeš
Vladimír Valeš (8. dubna 1941 Louny – 30. července 2005 Chomutov) byl malíř, výtvarník, pedagog, publicista, režisér a scénograf.

## Život a dílo

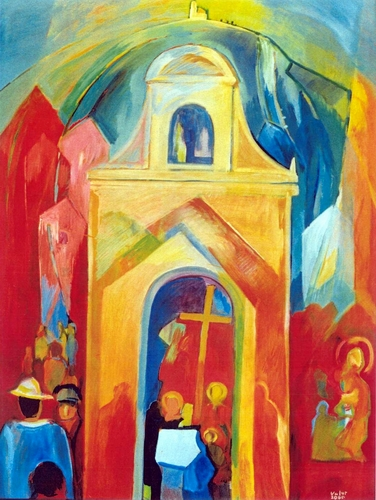
Ukázka díla Vladimíra Valeše

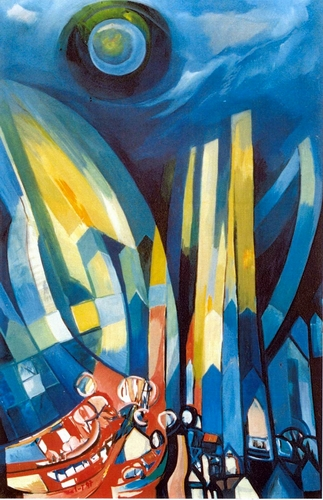
Další z obrazů Vladimíra Valeše

Narodil se v Lounech, kam tehdy patřil Pochvalov, obec ležící na rozhraní Rakovnicka a Lounska. Tady prožíval dětská léta, pět roků v místní jednotřídce, potom tři roky na osmiletce v nedalekém Řevničově. Do tajů výtvarné malby jej zasvětil profesor výtvarné výchovy Ladislav Leitgeb, který jej s sebou brával na malování k slepým ramenům Labe. Po maturitě v roce 1959 nastoupil na své první učitelské místo v Rynholci na Novostrašecku, pak přišly dva roky vojny v Táboře. Poté se oženil a přestěhoval do Rynholce, kde učil a řediteloval na základní škole. Po vojně pak vystudoval výtvarný obor na Pedagogické fakultě Univerzity Karlovy v Praze. Doktorát (Ph.D.) získal roku 1998 na Filozofické fakultě Univerzity Karlovy za disertační práci Sen o simplifikaci – procesy diferenciace a integrace v proměnách moderního umění a výtvarné výchovy.
Velkým impulsem pro něj byla účast na 18. světovém kongresu výtvarných pedagogů INSEA 1966 v Praze, která mu pootevřela dveře do světa a ukázala, jak se tam výtvarná výchova vyrovnává s podněty současného výtvarného umění. Účastnil se skupinových výstav v Rakovníku, s Archclubem v Kutné Hoře, Mělníku a Praze. První samostatnou výstavu měl v roce 1963 v Rakovníku, Křivoklátě a Berouně.
Po společné výstavě s Vlastimilem Černovským v rakovnickém muzeu měl v květnu 1968 výstavu deskových obrazů v divadle Laterna magika. Od dr. Jaromíra Adamce na vernisáži zaznělo: „Jeho komorně laděné práce jsou rozpjaté mezi postojem nezúčastněného komentátora světa, nahlížejícího zvnějšku pod povrch věcí na jedné straně, a aktivní účastí na překotném bujení přírodních sil ve formě vášnivě hnětených struktur na straně druhé.“
Výstava měla značný ohlas a začala se otevírat cesta do zahraničí. Mladý německý galerista H. Leibich nabídl výstavu v Mnichově a Dachau a část obrazů tam i prostřednictvím Art centra putovala. Avšak přišel jednadvacátý srpen 1968 a vše bylo jinak. Vladimír Valeš se ještě účastnil obnoveného I. rakovnického výtvarného salonu a jako nejmladší výtvarník se ocitl vedle proslulých výtvarníků z Rakovnicka (V. Tittelbacha, J. Anderleho, R. Koláře, M. Pangráce, Q. Fojtíka, V. Markupa, F. Nonfrieda, Z. Balaše, F. Lexy, V. Váchy, V. Černovského) Za angažovanost v tzv. obrodném procesu a nesouhlas s „bratrskou pomocí“ byl odejit z místa ředitele školy, donucen k vystěhování z bytu a během roku třikrát přeložen. Spolu s manželkou Jaroslavou pak hledali učitelské uplatnění v jiných okresech, až je našli na Chomutovsku – práci ve Vilémově a byt v Radonicích v roce 1971.
S výstavami tak byl na dlouhou dobu konec. V suterénu paneláku sice dál maloval a dělal grafiku, plakáty, diplomy, psal kroniku, ale náhradní aktivity našel v amatérském divadle a v dětském souboru, kterému se pak věnovat dvacet let. Dělal scénografii, návrhy kostýmů, plakáty a pozvánky, později i režíroval a hrál. S dospělými se brzy dostali na národní přehlídky, pro dětské divadlo psal spolu s manželkou vlastní hry. Začal psát do tehdejšího Průboje, divadelní a výtvarné recenze do Zemědělských novin. V roce 1986 začal studovat češtinu a literaturu na Filozofické fakultě Univerzity Karlovy. Tady prožil i události listopadu 1989. Poté se mu znovu otevřela cesta k malování a výstavám. V roce 1991 s přáteli založil občanské sdružení Klub přátel historických památek Radonice k obnově drobných sakrálních staveb a především Kaple Panny Marie Pomocné (Vintířov) na Vintířovském vrchu. Na jeho prosbu pro ni chomutovská výtvarnice Marie Svobodová namalovala obraz Vintířovské madony. V letech 1995–1996 byl náměstkem a po dva další roky ústředním školním inspektorem ČR v Praze. Z této funkce musel odejít, protože upozorňoval na nedostatky v hospodaření. V letech 2000–2002 byl ředitelem Střediska knihovnických a kulturních služeb v Chomutově v bývalém jezuitském areálu. Do správy tohoto kulturního zařízení se v této době dostal kostel svatého Ignáce, kde Vladimír Valeš uspořádal celorepublikovou soutěž Ignác ve výtvarné reflexi. V této době vystavoval v Chomutově, Kadani i Stuttgartu. Poté byl zvolen do zastupitelstva obce Radonice a stal se starostou. Zorganizoval pět ročníků Plenérů Vintířov (sochařských sympozií), kterých se zúčastnilo více než šedesát výtvarníků z Čech i Německa. Díky těmto akcím byla oblast Radonicka obohacena o řadu sochařských děl, která jsou zde rozmístěna na veřejně přístupných místech. Rozvíjel se tak i duch vzájemné pospolitosti. Lidé, kteří jej znali, na něj vzpomínají jako na moudrého, čestného a velmi talentovaného člověka, který s pokorou dělal vše, co bylo v jeho možnostech.

## Samostatné výstavy
- Rakovník, Křivoklát, Beroun (1963)
- Muzeum Rakovník s Vlastou Černovským (1968)
- Laterna Magika Praha (1968)
- Galerie Haimo Liebich Dachau, München, Karlsfeld (1968)
- Klášterec nad Ohří (1969)
- Radonice (1972)
- Divadlo Žatec, Frýdlant v Č., Chomutov – scénografické a kostýmní návrhy
- KD Kadaň s Vojtěchem Krausem (1986)
- Malé divadlo Ústí nad Labem – scénografie (1987)
- Radonice s Vojtěchem Krausem (1987)
- Muzeum Nové Strašecí (1991)
- Výstavní síň Chomutov (1991)
- Hradní galerie Kadaň (1994)
- Galerie Studia George Lemarca Praha (1997)
- Galerie Lurago Chomutov (2001)
- Galerie Annaberg-Buchholz (2002)
- Galerie Stuttgart (2002)
- Galerie Lurago Chomutov, výstava spojena s křtem básnické sbírky Reminiscence (2006, k nedožitým 65. narozeninám)
- Galerie Annaberg
- Kytička vzpomínek – výstava obrazů, divadelních kronik, scénografických návrhů, knih (2011)

Účast na kolektivních výstavách:
- Výtvarníci Rakovnicka – Rakovník (1963)
- Středočeští výtvarníci – Kutná Hora, Galerie Mělník, Staroměstská radnice Praha (1966)
- Obnovený Rakovnický salon – Rabasova galerie Rakovník (1971)
- Členské výstavy výtvarníků Kadaňska – zámek Klášterec nad Ohří, Děčín, Jáchymov, Kadaň (1981–1986)
- Retrospektivní výstava výtvarníků Kadaňska – Hradní galerie Kadaň (1989)
- Malíři a sochaři Kadaňska – Galerie Kadaň (1998)